# Seznam vítězů smíšené čtyřhry na French Open
Seznam vítězů smíšené čtyřhry na French Open uvádí přehled šampionů smíšené soutěže French Open, turnaje známého také pod názvem Roland Garros, oficiálně francouzsky Les Internationaux de France de Roland Garros.
French Open je tenisový Grand Slam založený v roce 1891, jenž se každoročně hraje na přelomu května a června. Premiérový ročník smíšené čtyřhry se uskutečnil v roce 1902. Mix byl do programu zařazen jako předposlední z pěti soutěží dospělých. Do roku 1925 bylo mistrovství zpřístupněno pouze tenistům registrovaným ve francouzských klubech. Chronologicky představuje druhý major sezóny zařazený mezi Australian Open a Wimbledon. Od roku 1928 probíhá na otevřených antukových dvorcích areálu Stade Roland-Garros v Paříži. V roce 1968 se jako první z grandslamů otevřel profesionálům.
Do soutěže nastupuje třicet dva párů s osmi nasazenými. Od roku 1973 se hraje sedmibodový tiebreak, s výjimkou rozhodující sady, v níž bylo do roku 2006 k výhře potřeba dosáhnout rozdílu dvou her. Od ročníku 2007 získala třetí, rozhodující sada formát supertiebreaku do 10 bodů. V gamech se nehrají výhody, ale po shodě následuje přímý bod uzavírající hru.

## Historie
French Open organizované Francouzskou tenisovou federací je druhým ze čtyř Grand Slamů sezóny. Probíhá na přelomu května a června. Turnaj byl založen v roce 1891. Smíšená čtyřhřa se začala hrát v roce 1902 ve formátu utkání na dva vítězné sety. Před rokem 1925 na turnaji mohli startovat pouze tenisté registrovaní ve francouzských klubech. V tomto období získal rekordní počet sedmi titulů Francouz Max Decugis a mezi ženami jeho krajanka Suzanne Lenglenová, s pěti trofejemi. Lenglenová přidala další dvě vítězství v letech 1925 a 1926.
Mezi lety 1915–1919 se šampionát nekonal v důsledku první světové války. V období 1941–1945 probíhal ve vichistickém režimu Tournoi de France uzavřený pro členy francouzských klubů v okupované části země. Jeho výsledky nebyly francouzským svazem započítány do oficiálních statistik ani do historie grandslamu. Do počátku otevřené éry v roce 1968 se turnaj konal pod názvem French Championships. V tomto období, po zpřístupnění hráčům mimo francouzské kluby v roce 1925, nejvyšší počet tří trofejí  v řadě vyhrála Američanka Doris Hartová v 50. letech. Rovněž třikrát za sebou ovládl mix i australský pár Ken Fletcher a Margaret Courtová během 60. let. V rámci otevřené éry pak na jejím počátku vytvořila rekordní zápis tří titulů francouzská dvojice  Jean-Claude Barclay a Françoise Dürrová. Gabriela Dabrowská se triumfem v roce 2017 stala první kanaďskou ženou v historii, která zvítězila v jakékoli grandslamové soutěži dospělých.
Vítězové získávají od roku 1990 stříbrný pohár „Coupe Marcel Bernard“, pojmenovaný na počest dvojnásobného šampiona mixu a prezidenta francouzské tenisové federace Marcela Bernarda.

## Přehled finále

### French Championships
| Rok                                                       | vítězové                                                  | poražení finalisté                                        | výsledek                                                  |
| Championnat de Francie amateurs international (1902–1924) | Championnat de Francie amateurs international (1902–1924) | Championnat de Francie amateurs international (1902–1924) | Championnat de Francie amateurs international (1902–1924) |
| --------------------------------------------------------- | --------------------------------------------------------- | --------------------------------------------------------- | --------------------------------------------------------- |
| 1902                                                      | Helene Prevostová Réginald Forbes                         | Adine Massonová W. Masson                                 |                                                           |
| 1903                                                      | Helene Prevostová Réginald Forbes                         |                                                           |                                                           |
| 1904                                                      | Kate Gillouová Max Decugis                                |                                                           |                                                           |
| 1905                                                      | Yvonne de Pfeffelová Max Decugis                          |                                                           |                                                           |
| 1906                                                      | Yvonne de Pfeffelová Max Decugis                          |                                                           |                                                           |
| 1907                                                      | A. Peanová Robert Wallet                                  |                                                           |                                                           |
| 1908                                                      | Kate Gillouová Max Decugis                                |                                                           |                                                           |
| 1909                                                      | Jeanne Mattheyová Max Decugis                             |                                                           |                                                           |
| 1910                                                      | Marguerite Ményová Édouard Mény de Marangue               |                                                           |                                                           |
| 1911                                                      | Marguerite Broquedisová André Gobert                      | Marguerite Ményová Édouard Mény de Marangue               | 6–4, 6–3                                                  |
| 1912                                                      | Daisy Speranzová William Laurentz                         |                                                           |                                                           |
| 1913                                                      | Daisy Speranzová William Laurentz                         |                                                           |                                                           |
| 1914                                                      | Suzanne Lenglenová Max Decugis                            |                                                           |                                                           |
| 1915                                                      | nehráno                                                   | nehráno                                                   | nehráno                                                   |
| 1916                                                      | nehráno                                                   | nehráno                                                   | nehráno                                                   |
| 1917                                                      | nehráno                                                   | nehráno                                                   | nehráno                                                   |
| 1918                                                      | nehráno                                                   | nehráno                                                   | nehráno                                                   |
| 1919                                                      | nehráno                                                   | nehráno                                                   | nehráno                                                   |
| 1920                                                      | Suzanne Lenglenová Max Decugis                            | Marie Conquetová Marcel Dupont                            | 6–0, 6–3                                                  |
| 1921                                                      | Suzanne Lenglenová Jacques Brugnon                        | Marguerite Billoutová Max Decugis                         | 6–4, 6–1                                                  |
| 1922                                                      | Suzanne Lenglenová Jacques Brugnon                        | Germaine Goldingová Jean Borotra                          | 6–0, 6–0                                                  |
| 1923                                                      | Suzanne Lenglenová Jacques Brugnon                        | Yvonne Bourgeoisová Henri Cochet                          | 6–1, 7–5                                                  |
| 1924                                                      | Marguerite Broquedisová Jean Borotra                      |                                                           |                                                           |
| Internationaux de France amateurs (1925–1967)             |                                                           |                                                           |                                                           |
| 1925                                                      | Suzanne Lenglenová Jacques Brugnon                        | Didi Vlastová Henri Cochet                                | 6–2, 6–2                                                  |
| 1926                                                      | Suzanne Lenglenová Jacques Brugnon                        | Suzanne LeBesneraisová Jean Borotra                       | 6–4, 6–3                                                  |
| 1927                                                      | Marguerite Broquedis Bordesová Jean Borotra               | Lilí Álvarezová Bill Tilden                               | 6–4, 2–6, 6–2                                             |
| 1928                                                      | Eileen Bennett Whittingstallová Henri Cochet              | Helen Wills Moodyová Frank Hunter                         | 3–6, 6–3, 6–3                                             |
| 1929                                                      | Eileen Bennett Whittingstallová Henri Cochet              | Helen Wills Moodyová Frank Hunter                         | 6–3, 6–2                                                  |
| 1930                                                      | Cilly Aussemová Bill Tilden                               | Eileen Bennett Whittingstallová Henri Cochet              | 6–4, 6–4                                                  |
| 1931                                                      | Betty Nuthall Shoemakerová Pat Spence                     | Dorothy Shepherd Barronová Bunny Austin                   | 6–3, 5–7, 6–3                                             |
| 1932                                                      | Betty Nuthall Shoemakerová Fred Perry                     | Helen Wills Moodyová Sidney Wood                          | 6–4, 6–2                                                  |
| 1933                                                      | Margaret Scriven-Vivianová Jack Crawford                  | Betty Nuthall Shoemakerová Fred Perry                     | 6–2, 6–3                                                  |
| 1934                                                      | Colette Rosambertová Jean Borotra                         | Elizabeth Ryanová Adrian Quist                            | 6–2, 6–4                                                  |
| 1935                                                      | Lolette Payotová Marcel Bernard                           | Sylvie Jung Henrotinová Martin Legeay                     | 4–6, 6–2, 6–4                                             |
| 1936                                                      | Billie Yorkeová Marcel Bernard                            | Sylvie Jung Henrotinová Martin Legeay                     | 7–5, 6–8, 6–3                                             |
| 1937                                                      | Simonne Mathieuová Yvon Petra                             | Marie Luise Hornová Roland Journu                         | 7–5, 7–5                                                  |
| 1938                                                      | Simonne Mathieuová Dragutin Mitić                         | Nancye Wynne Boltonová Christian Boussus                  | 2–6, 6–3, 6–4                                             |
| 1939                                                      | Sarah Palfreyová Elwood Cooke                             | Simonne Mathieuová Franjo Kukuljević                      | 4–6, 6–1, 7–5                                             |
| 1940                                                      | nehráno                                                   | nehráno                                                   | nehráno                                                   |
| 1941                                                      | nehráno                                                   | nehráno                                                   | nehráno                                                   |
| 1942                                                      | nehráno                                                   | nehráno                                                   | nehráno                                                   |
| 1943                                                      | nehráno                                                   | nehráno                                                   | nehráno                                                   |
| 1944                                                      | nehráno                                                   | nehráno                                                   | nehráno                                                   |
| 1945                                                      | nehráno                                                   | nehráno                                                   | nehráno                                                   |
| 1946                                                      | Pauline Betzová Budge Patty                               | Dorothy Bundy Cheneyová Tom Brown                         | 7–5, 9–7                                                  |
| 1947                                                      | Sheila Piercey Summersová Eric Sturgess                   | Jadwiga Jędrzejowská Christian Caralulis                  | 6–0, 6–0                                                  |
| 1948                                                      | Patricia Canningová Toddová Jaroslav Drobný               | Doris Hartová Frank Sedgman                               | 6–3, 3–6, 6–3                                             |
| 1949                                                      | Sheila Piercey Summersová Eric Sturgess                   | Jean Quertierová Gerry Oakley                             | 6–1, 6–1                                                  |
| 1950                                                      | Barbara Scofieldová Enrique Morea                         | Patricia Canningová Toddová Bill Talbert                  | bez boje                                                  |
| 1951                                                      | Doris Hartová Frank Sedgman                               | Thelma Coyne Longová Mervyn Rose                          | 7–5, 6–2                                                  |
| 1952                                                      | Doris Hartová Frank Sedgman                               | Shirley Fryová Eric Sturgess                              | 6–8, 6–3, 6–3                                             |
| 1953                                                      | Doris Hartová Vic Seixas                                  | Maureen Connolly Brinkerová Mervyn Rose                   | 4–6, 6–4, 6–0                                             |
| 1954                                                      | Maureen Connollyová Lew Hoad                              | Jacqueline Patorniová Rex Hartwig                         | 6–4, 6–3                                                  |
| 1955                                                      | Darlene Hardová Gordon Forbes                             | Jenny Staleyová Luis Ayala                                | 5–7, 6–1, 6–2                                             |
| 1956                                                      | Thelma Coyne Longová Luis Ayala                           | Doris Hartová Robert Howe                                 | 4–6, 6–4, 6–1                                             |
| 1957                                                      | Věra Suková Jiří Javorský                                 | Edda Budingová Luis Ayala                                 | 6–3, 6–4                                                  |
| 1958                                                      | Shirley Bloomer Brasherová Nicola Pietrangeli             | Lorraine Coghlan Robinsonová Robert Howe                  | 8–6, 6–2                                                  |
| 1959                                                      | Yola Ramirez Ochoaová William Knight                      | Renee Schuurman Haygarthová Rod Laver                     | 6–4, 6–4                                                  |
| 1960                                                      | Maria Buenová Robert Howe                                 | Ann Haydon-Jonesová Roy Emerson                           | 1–6, 6–1, 6–2                                             |
| 1961                                                      | Darlene Hardová Rod Laver                                 | Věra Suková Jiří Javorský                                 | 6–0, 2–6, 6–3                                             |
| 1962                                                      | Renee Schuurman Haygarthová Robert Howe                   | Lesley Turner Bowreyová Fred Stolle                       | 3–6, 6–4, 6–4                                             |
| 1963                                                      | Margaret Courtová Ken Fletcher                            | Lesley Turner Bowreyová Fred Stolle                       | 6–1, 6–2                                                  |
| 1964                                                      | Margaret Courtová Ken Fletcher                            | Lesley Turner Bowreyová Fred Stolle                       | 6–3, 4–6, 8–6                                             |
| 1965                                                      | Margaret Courtová Ken Fletcher                            | Maria Buenová John Newcombe                               | 6–4, 6–4                                                  |
| 1966                                                      | Annette Van Zylová Frew McMillan                          | Ann Haydon-Jonesová Clark Graebner                        | 1–6, 6–3, 6–2                                             |
| 1967                                                      | Billie Jean Kingová Owen Davidson                         | Ann Haydon-Jonesová Ion Țiriac                            | 6–3, 6–1                                                  |

### French Open
| Rok                                           | vítězové                                      | poražení finalisté                            | výsledek                                      |
| Internationaux de France – Ère Open (od 1968) | Internationaux de France – Ère Open (od 1968) | Internationaux de France – Ère Open (od 1968) | Internationaux de France – Ère Open (od 1968) |
| --------------------------------------------- | --------------------------------------------- | --------------------------------------------- | --------------------------------------------- |
| 1968                                          | Françoise Dürrová Jean-Claude Barclay         | Billie Jean Kingová Owen Davidson             | 6–1, 6–4                                      |
| 1969                                          | Margaret Courtová Marty Riessen               | Françoise Dürrová Jean-Claude Barclay         | 6–3, 6–2                                      |
| 1970                                          | Billie Jean Kingová Bob Hewitt                | Françoise Dürrová Jean-Claude Barclay         | 3–6, 6–4, 6–2                                 |
| 1971                                          | Françoise Dürrová Jean-Claude Barclay         | Winnie Shawová Toomas Leius                   | 6–2, 6–4                                      |
| 1972                                          | Evonne Goolagongová Kim Warwick               | Françoise Dürrová Jean-Claude Barclay         | 6–2, 6–4                                      |
| 1973                                          | Françoise Dürrová Jean-Claude Barclay         | Betty Stöveová Patrice Dominguez              | 6–1, 6–4                                      |
| 1974                                          | Martina Navrátilová Ivan Molina               | Rosie Reyes Darmonová Marcelo Lara            | 6–3, 6–3                                      |
| 1975                                          | Fiorella Bonicelliová Thomas Koch             | Pam Teeguardenová Jaime Fillol                | 6–4, 7–6                                      |
| 1976                                          | Ilana Klossová Kim Warwick                    | Delina Boshoffová Colin Dowdeswell            | 5–7, 7–6, 6–2                                 |
| 1977                                          | Mary Carillová John McEnroe                   | Florenta Mihaiová Ivan Molina                 | 7–6, 6–3                                      |
| 1978                                          | Renáta Tomanová Pavel Složil                  | Virginia Ruziciová Patrice Dominguez          | 7–6skreč                                      |
| 1979                                          | Wendy Turnbullová Bob Hewitt                  | Virginia Ruziciová Ion Țiriac                 | 6–3, 2–6, 6–3                                 |
| 1980                                          | Anne Smithová Billy Martin                    | Renáta Tomanová Stanislav Birner              | 2–6, 6–4, 8–6                                 |
| 1981                                          | Andrea Jaegerová Jimmy Arias                  | Betty Stöveová Fred McNair                    | 7–6, 6–4                                      |
| 1982                                          | Wendy Turnbullová John Lloyd                  | Claudia Monteirová Cassio Motta               | 6–2, 7–6(12–10)                               |
| 1983                                          | Barbara Jordanová Eliot Teltscher             | Leslie Allenová Charles Strode                | 6–2, 6–3                                      |
| 1984                                          | Anne Smithová Dick Stockton                   | Anne Minterová Laurie Warder                  | 6–2, 6–4                                      |
| 1985                                          | Martina Navrátilová Heinz Günthardt           | Paula Smithová Francisco Gonzalez             | 2–6, 6–3, 6–2                                 |
| 1986                                          | Kathy Jordanová Ken Flach                     | Rosalyn Fairbanková Mark Edmondson            | 3–6, 7–6(7–3), 6–3                            |
| 1987                                          | Pam Shriverová Emilio Sanchez                 | Lori McNeilová Sherwood Stewart               | 6–3, 7–6(7–4)                                 |
| 1988                                          | Lori McNeilová Jorge Lozano                   | Brenda Schultzová Michiel Schapers            | 7–5, 6–2                                      |
| 1989                                          | Manon Bollegrafová Tom Nijssen                | Arantxa Sánchez Vicariová Horacio de la Pena  | 6–3, 6–7(3–7), 6–2                            |
| 1990                                          | Arantxa Sánchez Vicariová Jorge Lozano        | Nicole Provisová Danie Visser                 | 7–6(7–5), 7–6(10–8)                           |
| 1991                                          | Helena Suková Cyril Suk                       | Caroline Visová Paul Haarhuis                 | 3–6, 6–4, 6–1                                 |
| 1992                                          | Arantxa Sánchez Vicariová Mark Woodforde      | Lori McNeilová Bryan Shelton                  | 6–2, 6–3                                      |
| 1993                                          | Jevgenija Maňjukovová Andrej Olchovskij       | Elna Reinachová Danie Visser                  | 6–2, 4–6, 6–4                                 |
| 1994                                          | Kristie Boogertová Menno Oosting              | Larisa Neilandová Andrej Olchovskij           | 7–5, 3–6, 7–5                                 |
| 1995                                          | Larisa Neilandová Todd Woodbridge             | Jill Hetheringtonová John-Laffnie de Jager    | 7–6(10–8), 7–6(7–4)                           |
| 1996                                          | Patricia Tarabiniová Javier Frana             | Nicole Arendtová Luke Jensen                  | 6–2, 6–2                                      |
| 1997                                          | Rika Hirakiová Maheš Bhúpatí                  | Lisa Raymondová Patrick Galbraith             | 6–4, 6–1                                      |
| 1998                                          | Venus Williamsová Justin Gimelstob            | Serena Williamsová Luis Lobo                  | 6–4, 6–4                                      |
| 1999                                          | Katarina Srebotniková Piet Norval             | Larisa Neilandová Rick Leach                  | 6–3, 3–6, 6–3                                 |
| 2000                                          | Mariaan de Swardtová David Adams              | Rennae Stubbsová Todd Woodbridge              | 6–3, 3–6, 6–3                                 |
| 2001                                          | Virginia Ruano Pascualová Tomas Carbonell     | Paola Suárezová Jaime Oncins                  | 7–5, 6–3                                      |
| 2002                                          | Cara Blacková Wayne Black                     | Jelena Bovinová Mark Knowles                  | 6–3, 6–3                                      |
| 2003                                          | Lisa Raymondová Mike Bryan                    | Jelena Lichovcevová Maheš Bhúpatí             | 6–3, 6–4                                      |
| 2004                                          | Taťána Golovinová Richard Gasquet             | Cara Blacková Wayne Black                     | 6–3, 6–4                                      |
| 2005                                          | Daniela Hantuchová Fabrice Santoro            | Martina Navrátilová Leander Paes              | 3–6, 6–3, 6–2                                 |
| 2006                                          | Katarina Srebotniková Nenad Zimonjić          | Jelena Lichovcevová Daniel Nestor             | 6–3, 6–4                                      |
| 2007                                          | Nathalie Dechyová Andy Ram                    | Katarina Srebotniková Nenad Zimonjić          | 7–5, 6–3                                      |
| 2008                                          | Viktoria Azarenková Bob Bryan                 | Katarina Srebotniková Nenad Zimonjić          | 6–2, 7–6(7–4)                                 |
| 2009                                          | Liezel Huberová Bob Bryan                     | Vania Kingová Marcelo Melo                    | 5–7, 7–6(7–5), 10–7                           |
| 2010                                          | Katarina Srebotniková Nenad Zimonjić          | Jaroslava Švedovová Julian Knowle             | 4–6, 7–6(7–5), 11–9                           |
| 2011                                          | Casey Dellacquová Scott Lipsky                | Katarina Srebotniková Nenad Zimonjić          | 7–6(8–6), 4–6, 10–7                           |
| 2012                                          | Sania Mirzaová Maheš Bhúpatí                  | Klaudia Jans-Ignaciková Santiago González     | 7–6(7–3), 6–1                                 |
| 2013                                          | Lucie Hradecká František Čermák               | Kristina Mladenovicová Daniel Nestor          | 1–6, 6–4, 10–6                                |
| 2014                                          | Anna-Lena Grönefeldová Jean-Julien Rojer      | Julia Görgesová Nenad Zimonjić                | 4–6, 6–2, [10–7]                              |
| 2015                                          | Bethanie Mattek-Sandsová Mike Bryan           | Lucie Hradecká Marcin Matkowski               | 7–6(7–3), 6–1                                 |
| 2016                                          | Martina Hingisová Leander Paes                | Sania Mirzaová Ivan Dodig                     | 4–6, 6–4, [10–8]                              |
| 2017                                          | Gabriela Dabrowská Rohan Bopanna              | Anna-Lena Grönefeldová Robert Farah           | 2–6, 6–2, [12–10]                             |
| 2018                                          | Latisha Chan Ivan Dodig                       | Gabriela Dabrowská Mate Pavić                 | 6–1, 6–7(5–7), [10–8]                         |
| 2019                                          | Latisha Chan Ivan Dodig                       | Gabriela Dabrowská Mate Pavić                 | 6–1, 7–6(7–5)                                 |
| 2020                                          | nehráno                                       | nehráno                                       | nehráno                                       |
| 2021                                          | Desirae Krawczyková Joe Salisbury             | Jelena Vesninová Aslan Karacev                | 2–6, 6–4, [10–5]                              |
| 2022                                          | Ena Šibaharaová Wesley Koolhof                | Ulrikke Eikeriová Joran Vliegen               | 7–6(7–5), 6–2                                 |
| 2023                                          | Miju Katová Tim Pütz                          | Bianca Andreescuová Michael Venus             | 4–6, 6–4, [10–6]                              |
| 2024                                          | Laura Siegemundová Édouard Roger-Vasselin     | Desirae Krawczyková Neal Skupski              | 6–4, 7–5                                      |
| 2025                                          | Sara Erraniová Andrea Vavassori               | Taylor Townsendová Evan King                  | 6–4, 6–2                                      |

## Statistiky

### Vítězové podle státu
| Stát                   | éra       | éra  | éra     | titul | titul    |
| Stát                   | amatérská | open | celkově | první | poslední |
| ---------------------- | --------- | ---- | ------- | ----- | -------- |
| Francie                | 59        | 11   | 70      | 1902  | 2024     |
| Spojené státy americké | 15        | 28   | 43      | 1930  | 2021     |
| Austrálie              | 15        | 9    | 24      | 1933  | 2011     |
| Jižní Afrika           | 9         | 4    | 13      | 1931  | 2000     |
| Spojené království     | 9         | 2    | 11      | 1928  | 2021     |
| Československo         | 3         | 5    | 8       | 1948  | 1991     |
| Nizozemsko             | 0         | 6    | 6       | 1989  | 2022     |
| Španělsko              | 0         | 5    | 5       | 1987  | 2001     |
| Indie                  | 0         | 4    | 4       | 1997  | 2017     |
| Německo                | 1         | 3    | 4       | 1930  | 2024     |
| Švýcarsko              | 2         | 1    | 3       | 1935  | 1985     |
| Argentina              | 1         | 2    | 3       | 1950  | 1996     |
| Itálie                 | 1         | 2    | 3       | 1958  | 2025     |
| Mexiko                 | 1         | 2    | 3       | 1959  | 1990     |
| Slovinsko              | 0         | 3    | 3       | 1999  | 2010     |
| Japonsko               | 0         | 3    | 3       | 1997  | 2023     |
| Brazílie               | 2         | 0    | 2       | 1960  | 1975     |
| Rusko                  | 0         | 2    | 2       | 1993  | 1993     |
| Zimbabwe               | 0         | 2    | 2       | 2002  | 2002     |
| Srbsko                 | 0         | 2    | 2       | 2006  | 2010     |
| Česko                  | 0         | 2    | 2       | 2013  | 2013     |
| Jugoslávie             | 1         | 0    | 1       | 1938  | 1938     |
| Lucembursko            | 1         | 0    | 1       | 1941  | 1941     |
| Chile                  | 1         | 0    | 1       | 1956  | 1956     |
| Kanada                 | 0         | 1    | 1       | 2017  | 2017     |
| Čínská Tchaj-pej       | 0         | 1    | 1       | 2018  | 2018     |
| Kolumbie               | 0         | 1    | 1       | 1974  | 1974     |
| Chorvatsko             | 0         | 1    | 1       | 2018  | 2018     |
| Uruguay                | 0         | 1    | 1       | 1975  | 1975     |
| Lotyšsko               | 0         | 1    | 1       | 1995  | 1995     |
| Slovensko              | 0         | 1    | 1       | 2005  | 2005     |
| Izrael                 | 0         | 1    | 1       | 2007  | 2007     |
| Bělorusko              | 0         | 1    | 1       | 2008  | 2008     |